# Dufourea crassipes
Dufourea crassipes är en biart som först beskrevs av Cockerell 1924.  Dufourea crassipes ingår i släktet solbin, och familjen vägbin. Inga underarter finns listade i Catalogue of Life.